# Iveco Down Town
L'IVECO DownTown est un modèle de minibus urbain électrique de vingt-six places dont la dernière génération figure au catalogue du constructeur italien IVECO en coopération avec la Carrozzeria Autodromo de Modène.
Ce minibus remplace l'Iveco Pollicino lancé en 1988, premier fruit de la collaboration entre les deux entités. 
Présenté en 1999, ce véhicule n'existe qu'en version de 7 mètres de longueur avec un moteur électrique Vickers 9919 développant une puissance de 23,5 kW soit 32 ch. Contrairement au Pollicino, ce nouveau modèle ne repose pas sur un châssis existant mais a bénéficié d'une base dédiée Fiat type 291.
Ce châssis est spécialement adapté aux petits autobus urbains avec un plancher ultra abaissé comportant une plateforme d'accès pour les fauteuils roulants sur la porte située au centre du véhicule. 
Il est proposé en deux versions :
- électrique avec des batteries de technologie Sodium/Nickel/Chlore 256 Ah,
- thermique avec moteur diesel Fiat

De nombreux exemplaires circulent en Italie, principalement sur les réseaux TPER de Bologne, ATM Alexandrie, mais aussi STI Potenza, AMS San Benedetto del Tronto, TRAM Rimini, etc.